# Devon rex
Il Devon rex è un tipo di gatto, con una folta pelliccia riccia, delle orecchie molto grandi e un muso molto corto, che vede le sue origini in Inghilterra.

## Origine
Il capostipite di questa razza è un gatto di sesso maschile, dall'insolito pelame riccio, che viveva in una miniera abbandonata, vicino alla casa della signora Cox, a Buckfastleigh, nel Devonshire (Inghilterra). Questo gatto si accoppiò con la gatta domestica della signora Cox e nel 1960 nacquero dei gattini, tra cui uno solo con la pelliccia riccioluta simile a quella del padre: questo gattino di sesso maschile fu chiamato Kirlee.
Sapendo dell'esistenza dei vicini Cornish Rex Mrs. Cox si mise in contatto con un allevatore di questo tipo di gatti, Mr. Stirling-Webb, e s'iniziò un programma d'allevamento dai risultati deludenti; accoppiando Devon e Cornish si ottennero infatti solo gattini con pelo normale. Questo significava che i geni responsabili della mutazione del pelo nel Devon e nel Cornish erano allo stesso tempo diversi e recessivi. Il mantello corto ed ondulato del Devon è dato dal gene “re” che interessa tutti e tre i tipi di pelo: guardia, sottopelo e dominante.
Il pelo di guardia (setole) è però fragile, esso infatti non si presenta con onde regolari come nel Cornish ma con un aspetto più disordinato. Un attento programma d'incroci con esemplari di razza Burmese, Siamese e British, ha reso possibile l'allargamento del pool genetico della razza allontanando la possibilità di trasmissione di una rara forma di distrofia muscolare.

## Standard
- Orecchie: tipiche e caratteristiche della razza, molto grandi, molto larghe alla base, arrotondate in punta, posizionate molto basse (linea di base dell'orecchio allo stesso livello degli zigomi), ricoperte da pelo sottile con ciuffetto in punta tipo lince.
- Occhi: grandi, ovali, ben distanziati, leggermente obliqui verso il bordo esterno, espressivi, di colore conforme al colore del mantello.
- Testa: piuttosto piccola, d'aspetto cuneiforme, molto angolosa, zigomi sporgenti, naso corto, stop marcato, cranio piatto, mento forte, pinch molto marcato, muso largo e corto, baffi e sopracciglia ricce.
- Collo: di lunghezza media, sottile, leggermente arcuato, che stacchi ben la testa dalle spalle.
- Corpo: taglia media, muscolatura salda e possente, piuttosto sottile, petto largo e ben arrotondato, anche piuttosto rotonde.
- Zampe: abbastanza lunghe e sottili con piedi piccoli e ovali. Quelle posteriori sono nettamente più lunghe, ossatura fine o media, muscolatura potente.
- Coda: lunga, sottile, che si assottiglia, ben ricoperta di pelo corto e ondulato.
- Mantello: pelliccia corta fine, arricciata, ondulata con o senza peli di guardia, un po' arruffata come quella di un barboncino o di una pecora.
- Colori: sono ammesse tutte le variabilità sia nei colori sia nei disegni, la varietà di tipo Siamese (occhi azzurri) è chiamata Si-Rex

## Carattere e cure
Come gli altri esemplari di tipo rex e lo Sphynx è un gatto molto vivace ed estroverso. Con un enorme bisogno di coccole e attenzioni, è adatto a coloro che possono passare in casa buona parte della giornata oppure che possono procurargli un compagno felino. Affettuoso all'ennesima potenza, segue il suo padrone in ogni movimento ed è una presenza tangibile all'interno della casa. Atletico come il Cornish Rex, è un po' meno agile e acrobata.
Sia per il suo essere freddoloso che per il suo carattere curioso e goffo, ha bisogno di una vita strettamente d'appartamento onde evitare di cacciarsi in seri guai. Il Devon è un gatto che non ha quasi praticamente muta e quindi necessita di rare spazzolate ogni tanto. Le orecchie, molto grandi, devono essere pulite dal cerume settimanalmente e le unghie vanno anch'esse spuntate regolarmente.

## Galleria d'immagini

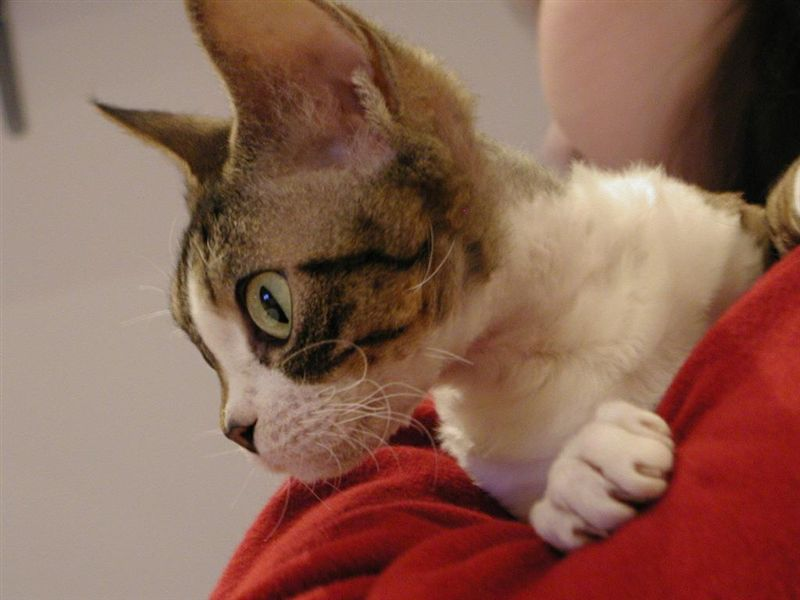
Profilo
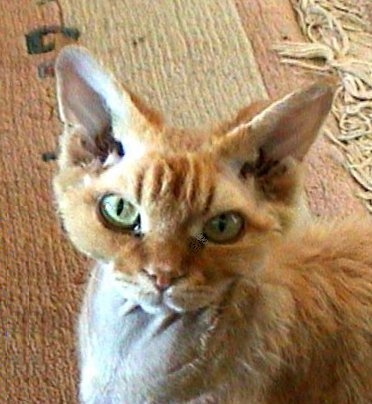
Devon rex
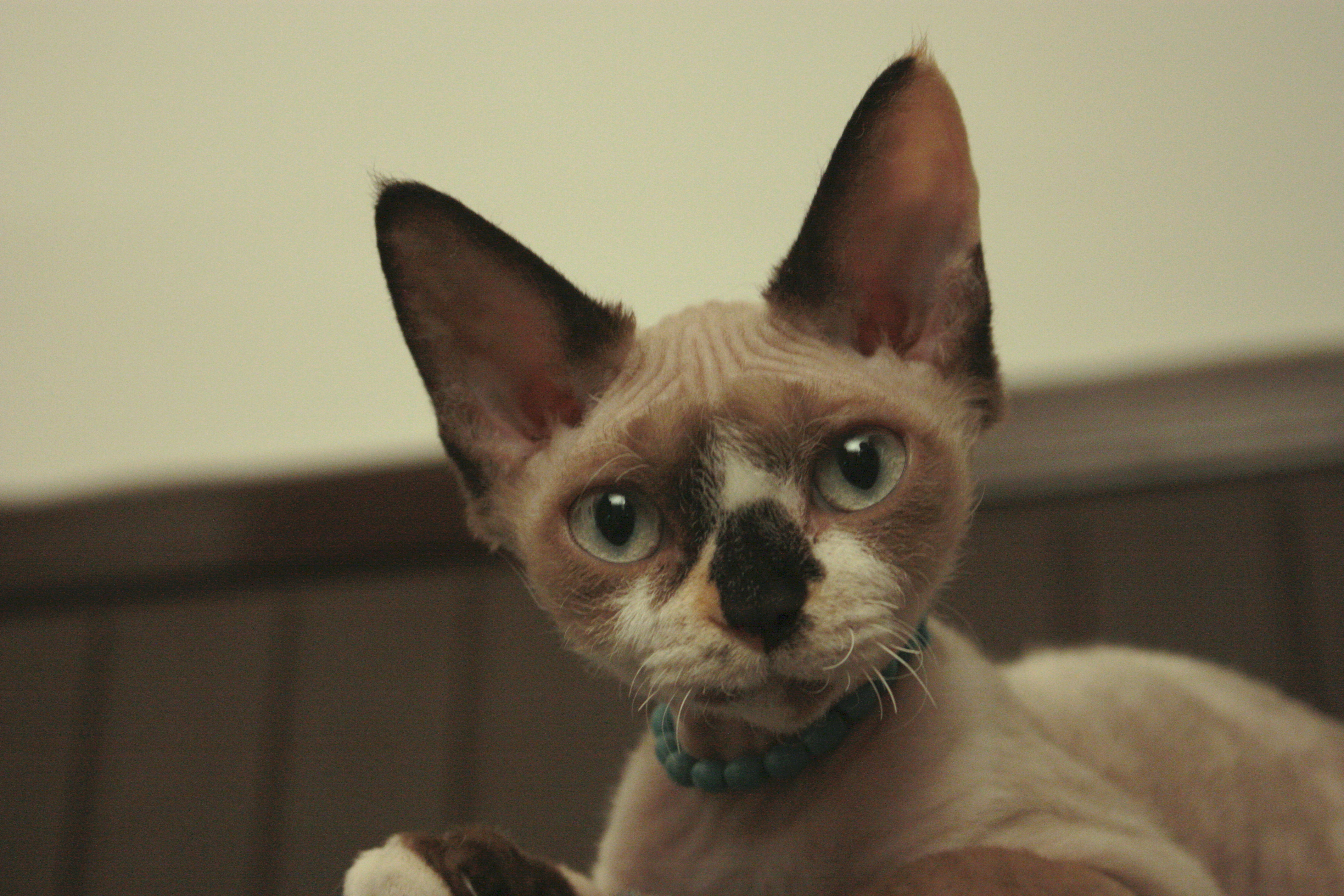
Devon rex femmina (5 mesi)